# Матвеевка (Измалковский район)
Матвеевка — деревня Афанасьевского сельсовета Измалковского района Липецкой области.

## География
Матвеевка находится рядом с рекой Воргол. Через деревню проходит просёлочная дорога, имеется одна улица — Окружная.

## Население
| 2010 |
| ---- |
| 71   |